# Ferula lycia
Ferula lycia är en flockblommig växtart som beskrevs av Pierre Edmond Boissier. Ferula lycia ingår i släktet stinkflokesläktet, och familjen flockblommiga växter. Inga underarter finns listade i Catalogue of Life.